# パレイドリア

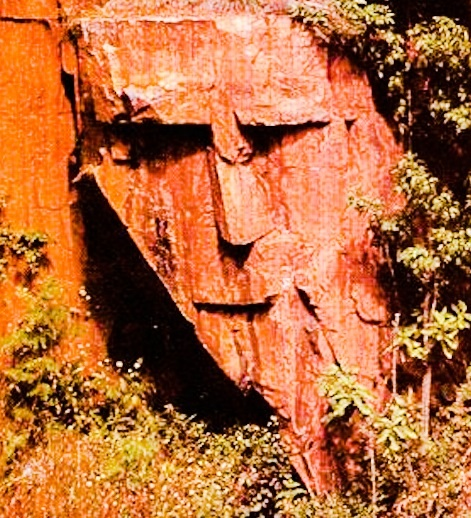
顔のパレイドリアをひきおこす岩

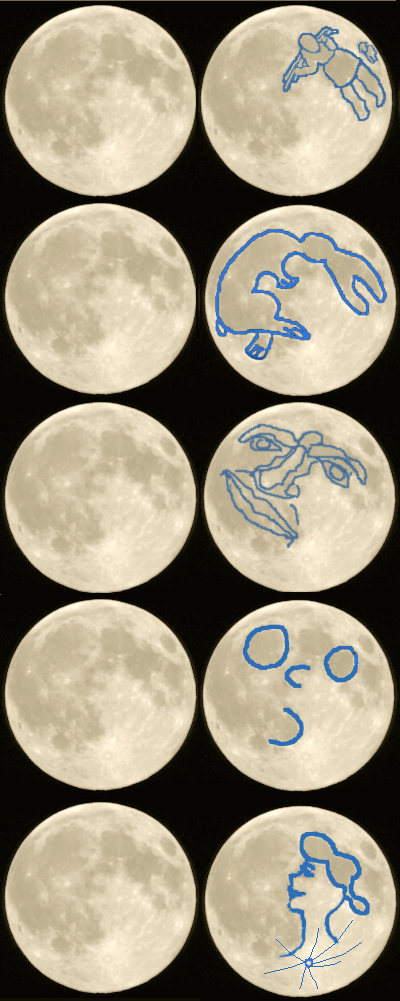
月の模様

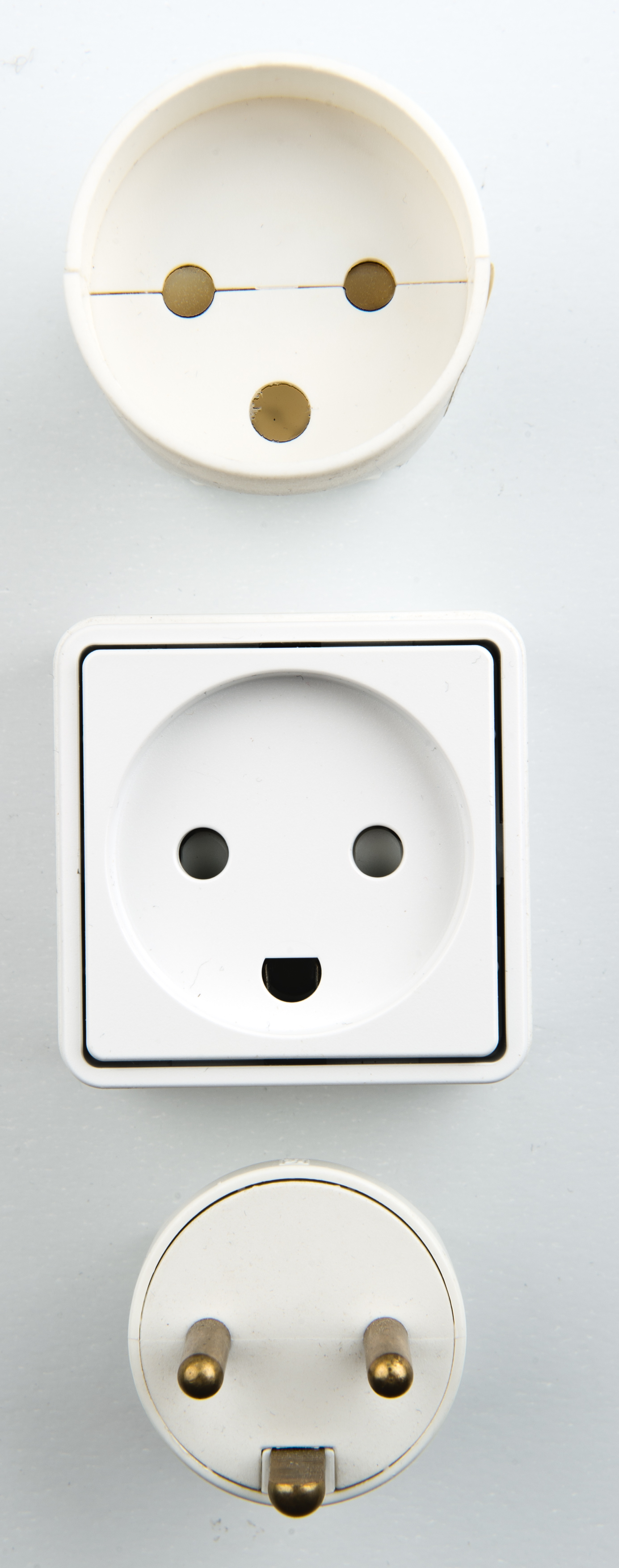
これらの電源プラグのエントリは、人間の顔表情に非常によく似ている

チャールズ・アラン・ギルバートの「すべてが虚栄心」:メメント・モリをテーマにした画は、実際には個室の鏡を見ている女性を描いているが、人間の頭蓋骨の完全な形を見ているような錯覚もある。

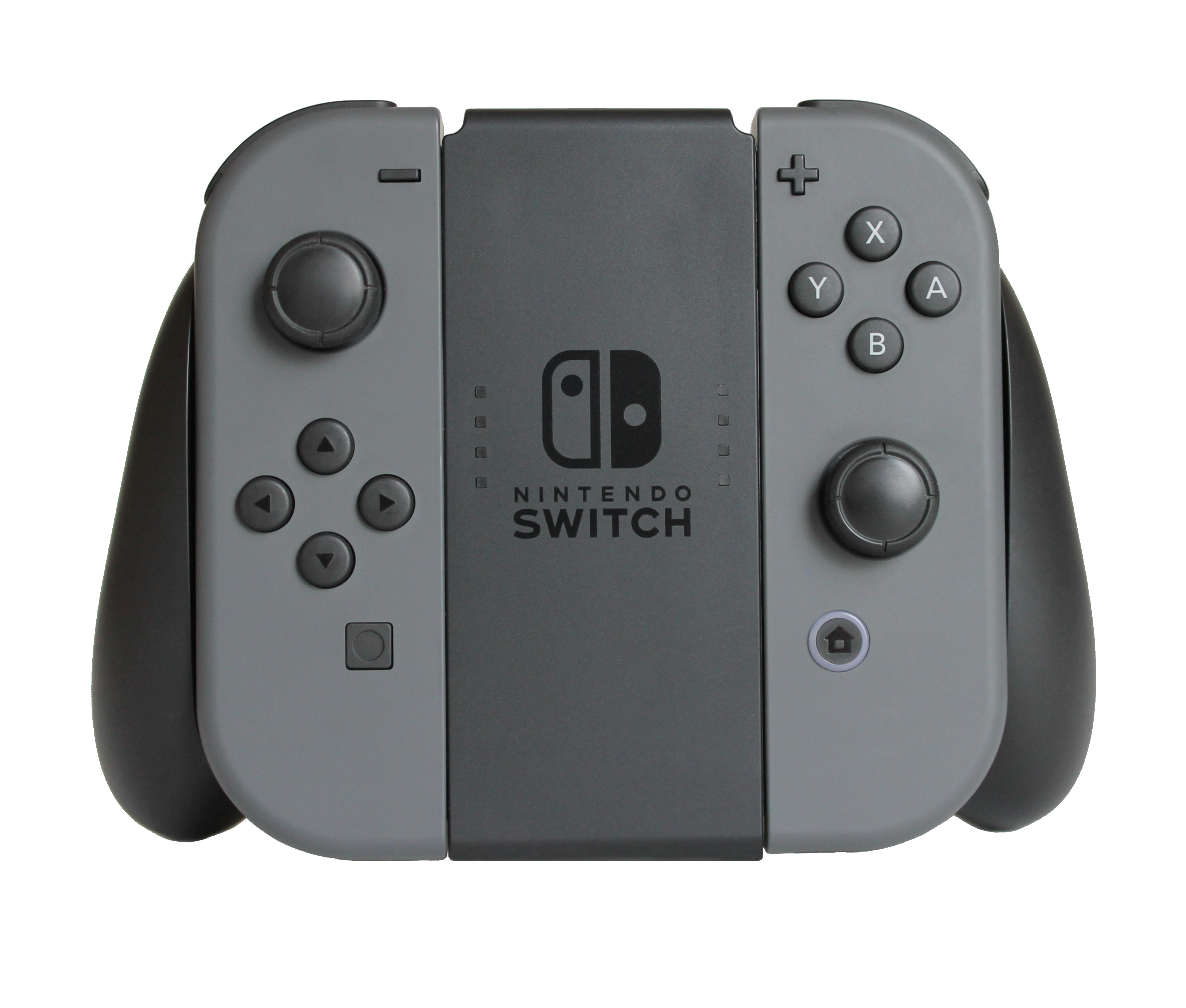
Nintendo Switchのコントローラー「Joy-Con」。「犬の顔に見える」と話題になり、モチーフにしたぬいぐるみを製作する者が現れたり、サードパーティーから犬の表情がついた充電器が発売されるなどした。

パレイドリア（英: Pareidolia）とは、心理現象の一種。視覚刺激や聴覚刺激を受けとり、普段からよく知ったパターンを本来そこに存在しないにもかかわらず心に思い浮かべる現象を指す。パレイドリア現象、パレイドリア効果ともいう。
一般的な例として、雲の形から動物、顔、何らかの物体を思い浮かべたり、月の模様から人や兎の姿が見えてきたり、録音した音楽を逆再生したり速く/遅く再生して隠されたメッセージが聞こえてきたり、というものがある。意識が明瞭な場合でも体験され、対象が実際は顔でなく雲だという認識は保たれる。
パレイドリアは、ランダムデータの中に何らかのパターンを認識するアポフェニアの、視覚的・聴覚的な事例である。アポフェニアおよびヒエロファニーと共に、パレイドリアはかつての社会で、世界の混沌を秩序づけ世界を理解可能なものにする役割を果たしたのかもしれない。

## 語源
この単語は、ギリシア語の「パラ」（παρά、何かしら間違っているという文脈での「〜と共に」「〜ではなく」）と、名詞の「エイドーロン」（εἴδωλον、「映像」「形態」を意味するエイドスの複合語）に由来する。

## 解釈
パレイドリアによって人は、無秩序な映像や光と影のパターンの中に顔を思い浮かべることができる。脳磁図を使った2009年の研究によると、顔と認識されるような物体は紡錘状顔領域で短潜時 (165ms) の賦活を引き起こし、これは顔そのものが惹起するそれと時間的・位置的に近いものである。一方、他の一般的な物体の提示ではこうした賦活は見られない。この賦活は、実際の顔を見た時に起こる、より若干早い130msでの賦活に似ている。顔のような物体が引き起こす顔の認知は比較的低次のプロセスであり、高次の認知的再解釈現象にはあたらないと論文の著者らは論じている。fMRI を使った2011年の研究も同様に、実物ではないがそれらしい姿をした新規の視覚刺激を繰り返し提示すると、実物を提示した時の fMRI 応答が減弱することを示した。これらの結果は、その不明瞭な刺激の解釈が、既知の物体が誘発する同種のプロセスに依存していることを示している。

顔らしき線画の例

これらの研究は、2・3個の円と一本の線を、なぜ我々は素早く、ためらいなく「顔」と認めるかを説明する助けになる。認知プロセスを惹起する「顔のような」物体は、それを見る者に対して、その顔がどういう感情を示しているか、またその顔が誰なのかという注意を喚起する。それは意識がその情報の処理を始める前（場合によっては受け取る前）に起こることである。この「線で描いた顔」は、その単純さにもかかわらず、心的状態（この場合なら失望、ちょっとした不機嫌）を表現している。殆どの人が敵対的、攻撃的と解釈するような顔の線画を描くのは簡単である。この堅牢だが鋭敏な能力は、例えば脅威となる他者の心的状態をいち早く察知し、そこから逃げたり逆に先制攻撃を加える人が生き残れるような、非常に長期間にわたる自然選択の結果によって、もたらされたとの仮説がある。言い換えれば、この情報処理が、複雑な処理を行なう脳の部位に達する前に皮質下（すなわち潜在意識化）で行なわれることで、俊敏さが最も求められる状況での判断と意思決定が促進される。この能力は、ヒトの感情の処理と認識に極めて特化しているが、野生生物の態度を判断する際にも使われている。

## 擬態岩
岩石は、形状、風化、浸食の無作為な作用によって、何らかの物体に見えるようになることがある。多くの場合、岩壁の輪郭が人の顔に見えるように、モチーフとなるものより岩は大きい。化石に興味を持った初心者が、骨、頭蓋骨、亀の甲羅、恐竜の卵などと似た大きさ、形状のチャート岩の岩塊、コンクリーション、小石を化石と勘違いしてしまうこともある。
1970年代末から80年代初めにかけて、日本人の研究者・岡村長之助は、『岡村化石研究所オリジナル・レポート』という有名な論文を自費出版したが、それはシルル紀（4億2500万年前）の石灰岩を磨いたところ浮かび上がった小さな含有物が、小さな人間、ゴリラ、犬、龍、恐竜、その他の生物の化石だと主張するもので、それらは全て数ミリの大きさしかなく、それによって彼は「シルル紀から人間の体に変化は無い、ただ大きさが3.5mmから1700mmに伸びたのだ」と主張した。岡村の研究は1996年に、ノーベル賞のパロディであるイグノーベル賞の生物多様性部門を受賞した。イグノーベル賞受賞者の一覧も参照のこと。

## 投影テスト
ロールシャッハ・テストは、被験者の精神状態を洞察するためにパレイドリアを活用している。ロールシャッハ・テストは一種の投影テストであり、それは漠然としたインクの染みに投影された回答者の思考や感情を意図的に引き出すものである。この例における投影は、一種の「誘導されたパレイドリア」である。

## 絵画

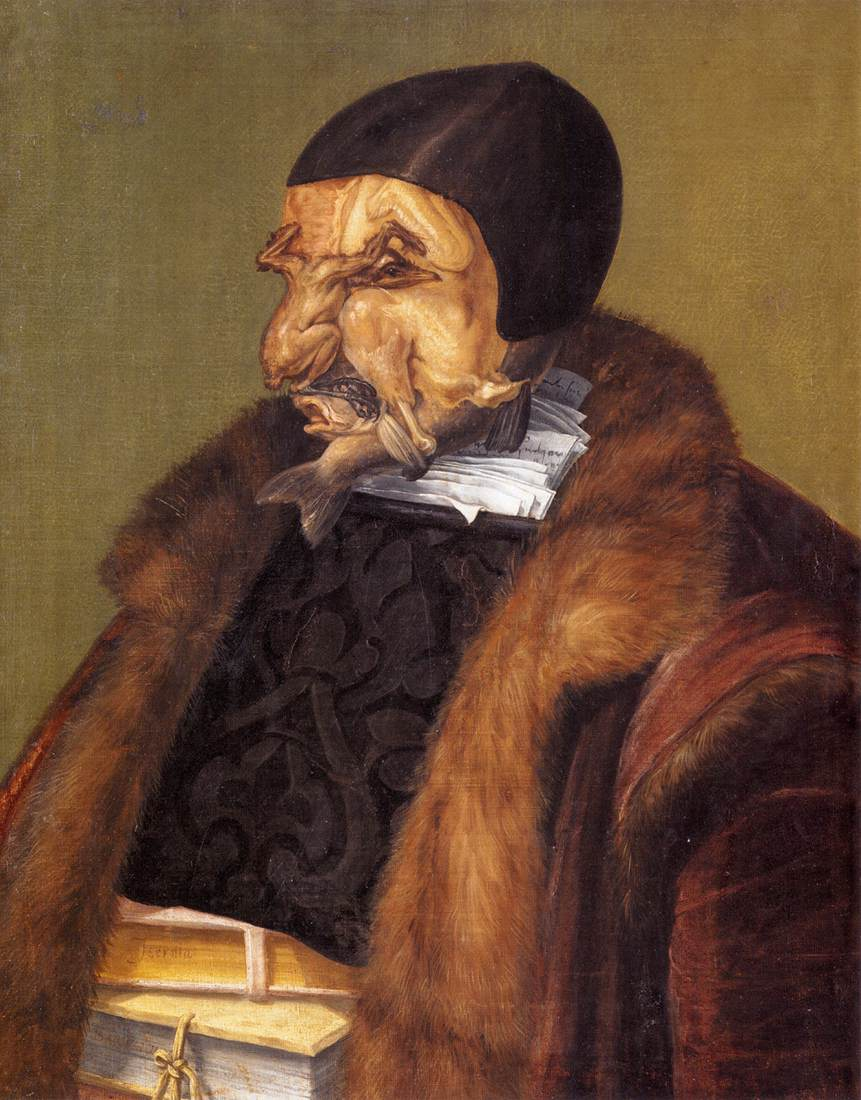
ジュゼッペ・アルチンボルドの『弁護士』（1566年）。顔のように見えるのは、実は食べ物を組み合わせたものである

レオナルド・ダ・ヴィンチはその手稿で、パレイドリアは画家が持つひとつの道具だと書きつけている。「様々なしみがついたり色々な種類の石が混じった壁を見たとき、何らかの風景を創作しようと思っていたならば、山、川、岩、木、平原、広がった谷、様々な丘で彩られた色々な風景との類似を見ることができるだろう。また、様々な戦闘や素早く動く人影、奇妙な表情の顔、異国風の衣装、数えきれないほどのあれこれも見てとれ、それらを個別の、納得がいく形に帰することができるのだ。」

## 宗教
ありふれた自然現象から、宗教的な像や主題（特に宗教指導者の顔）を見出すパレイドリアの例は多い。多くは、イエス・キリストや聖母マリアの像、アラーという単語、その他の宗教的な事象だったりする。例えば2007年9月にシンガポールで、木に現れたカルスがサルに似ているというので、それを「猿神」（孫悟空もしくはハヌマーン）として拝む人々が現れるという、「サルの木現象」なる社会現象があった。
ありふれた物体に宗教的な像やその他の驚くべきイメージを認めることは広く見られることであり、eBay のようなオンライン・オークションではそのような出品物のマーケットが形成されてきた。有名な例の一つが、聖母マリアの顔が浮かんだチーズ・トースト・サンドイッチである。

## コンピュータによる画像認識

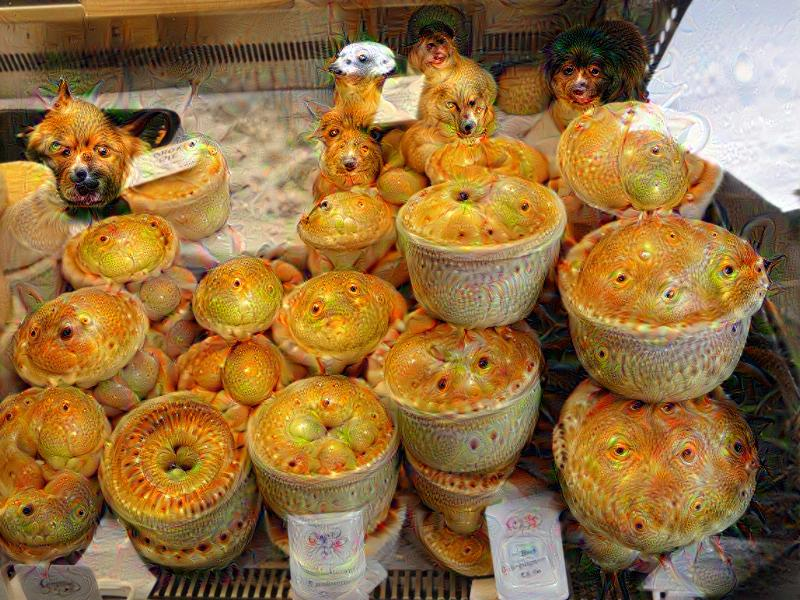
ディープドリームで画像を処理すると、店先に置かれたパイの写真に犬の目や顔が浮かび上がる

パレイドリアはコンピュータビジョンの分野、特に画像認識プログラムでもテーマになっており、そうした画像認識プログラムは顔でないものを誤って顔と認識することがある。ニューラルネットワークの場合、より高次の機能ほどより認識に関する機能に対応しており、そうした機能を高めることで、コンピュータが何を見ているかが分かってくる。それは、そのネットワークがそれまで何を見てきたかという入力セットが反映されている。
この手法は独特の画像を生み出すことがあり、どのような画像にも本来そこにはない目や顔といったモチーフを検知して強調するディープドリームのような例が知られている。

## 関連する現象
様々な古代ヨーロッパの占いの儀式の例として、物体が落とす影の解釈がある。例えばモリブドマンシーでは融けた錫（スズ）を冷たい水に垂らしてできるランダムな形状が、ロウソクの炎の落とす影によって解釈される。
1971年に Konstantīns Raudive が著した『Breakthrough』は、彼が電子音声現象 (EVP) の発見と信じたところの現象を詳述している。EVP は聴覚性パレイドリアと考えられてきている。
ポピュラー音楽における、曲を逆再生すると何がしかのメッセージが聞き取れるというバックマスキングの指摘も、聴覚性パレイドリアとされてきている。
パレイドリアは強迫性障害に関連付けられることがあり、例えば強迫性障害の既往歴がある既婚の白人女性は、床のタイルに魔女やゴリラの顔が見えていたと報告されている。ほかパレイドリアは、熱性疾患、譫妄、薬物酩酊時に出現することも知られている。

## 例

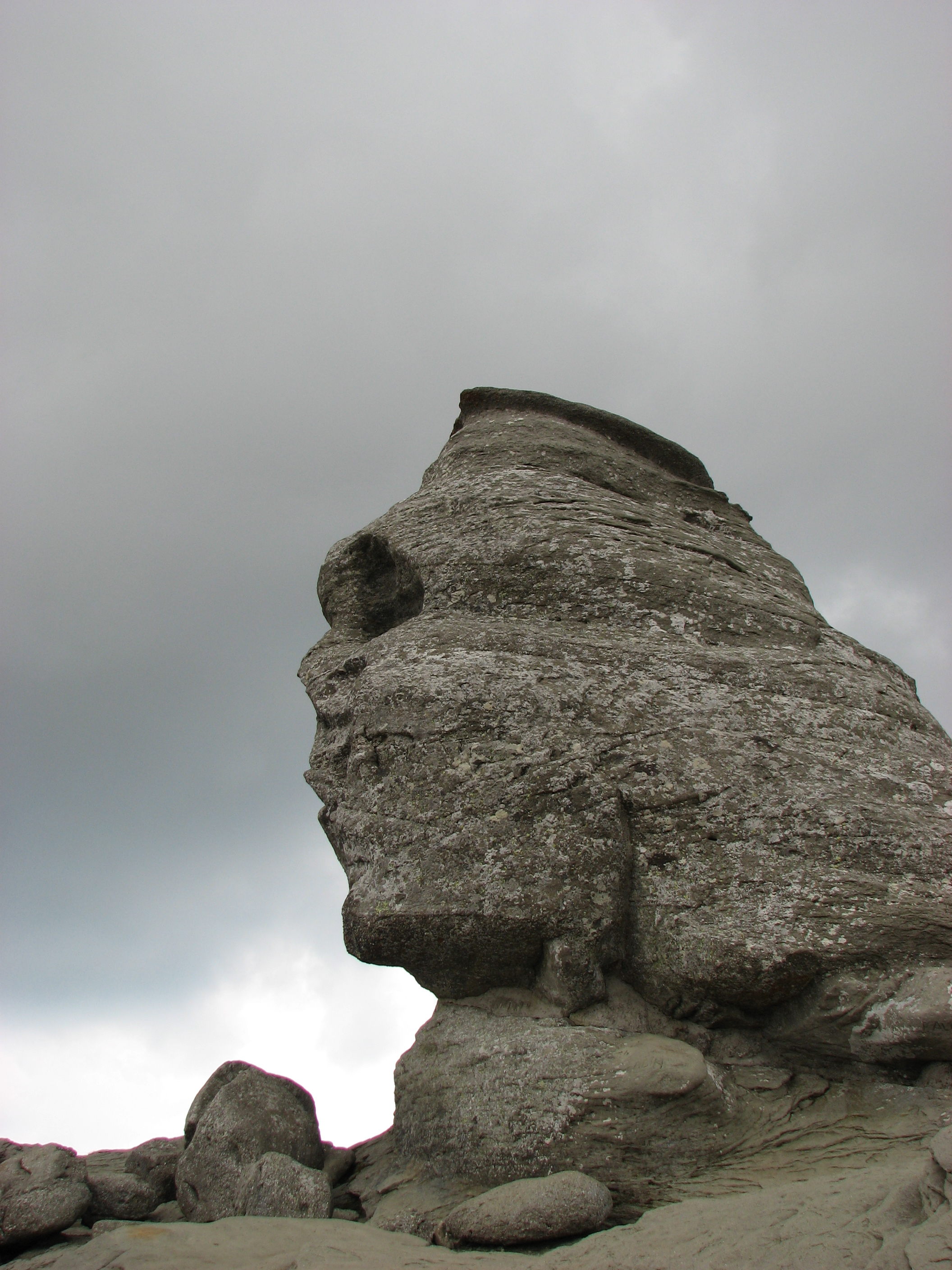
ルーマニア・ブチェジ山にあるスフィンクス
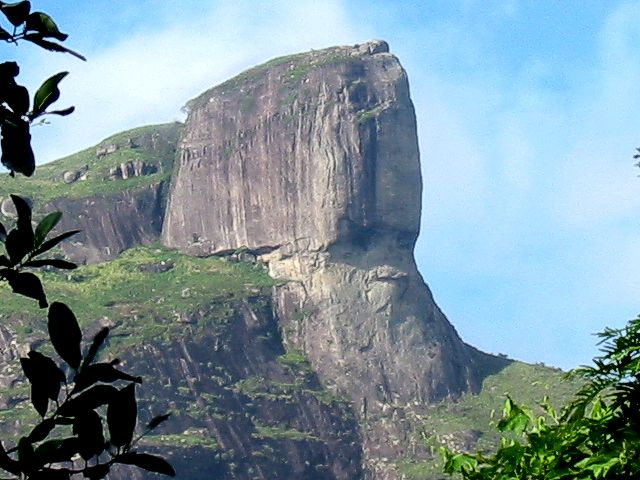
「皇帝の頭」と呼ばれる、ブラジル・リオデジャネイロのペードラ・ダ・ガーヴェア
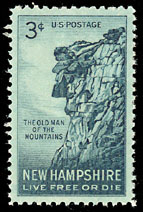
アメリカ・ニューハンプシャー州フランコーニアにある、オールド・マン・オブ・ザ・マウンテン
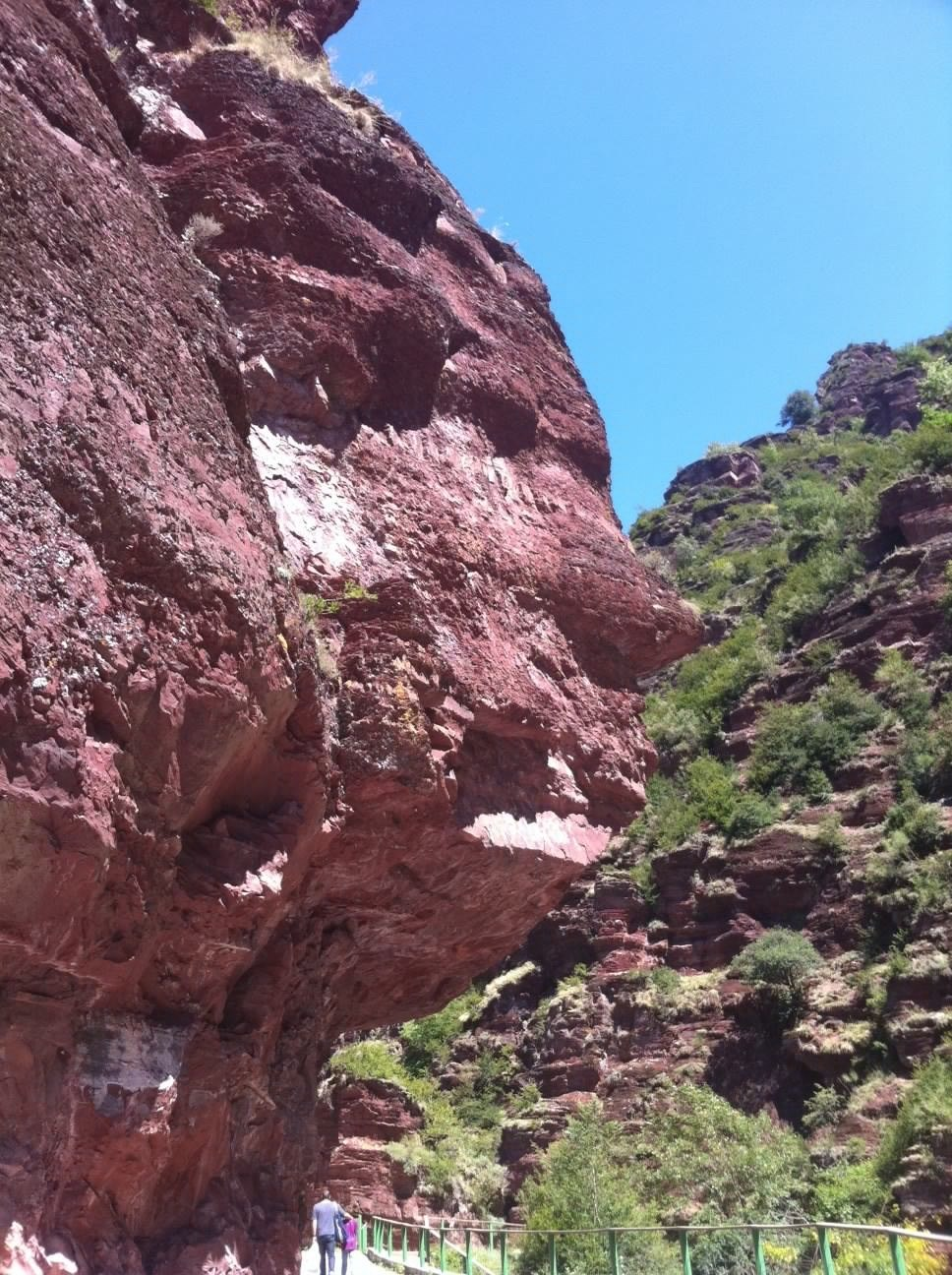
フランス・メルカントゥール国立公園、シアン川にある赤い頁岩の「しかめっ面の岩」
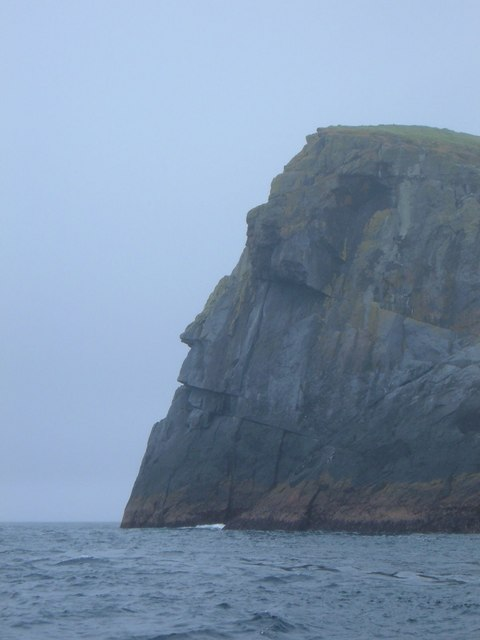
スコットランドのセント・キルダにある Stac Levenish
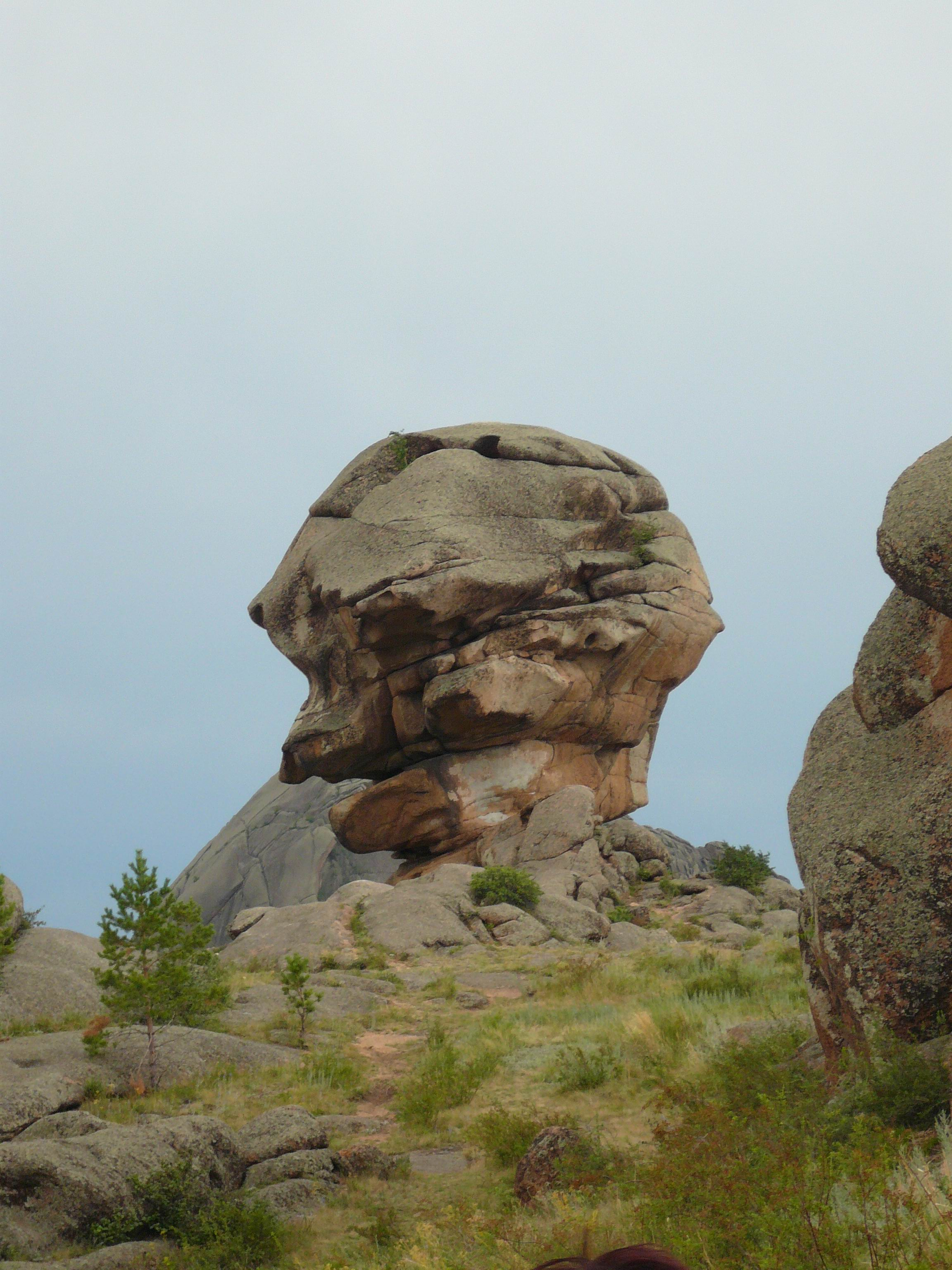
カザフスタン・バヤナウル国立公園の Baba Yaga
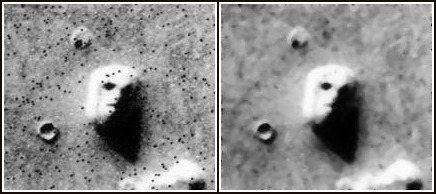
バイキング1号が撮影した火星の人面岩の写真（左がオリジナル、右がフィルタリング処理した画像）
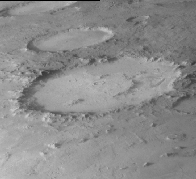
火星のガレ・クレーターにあるスマイリー
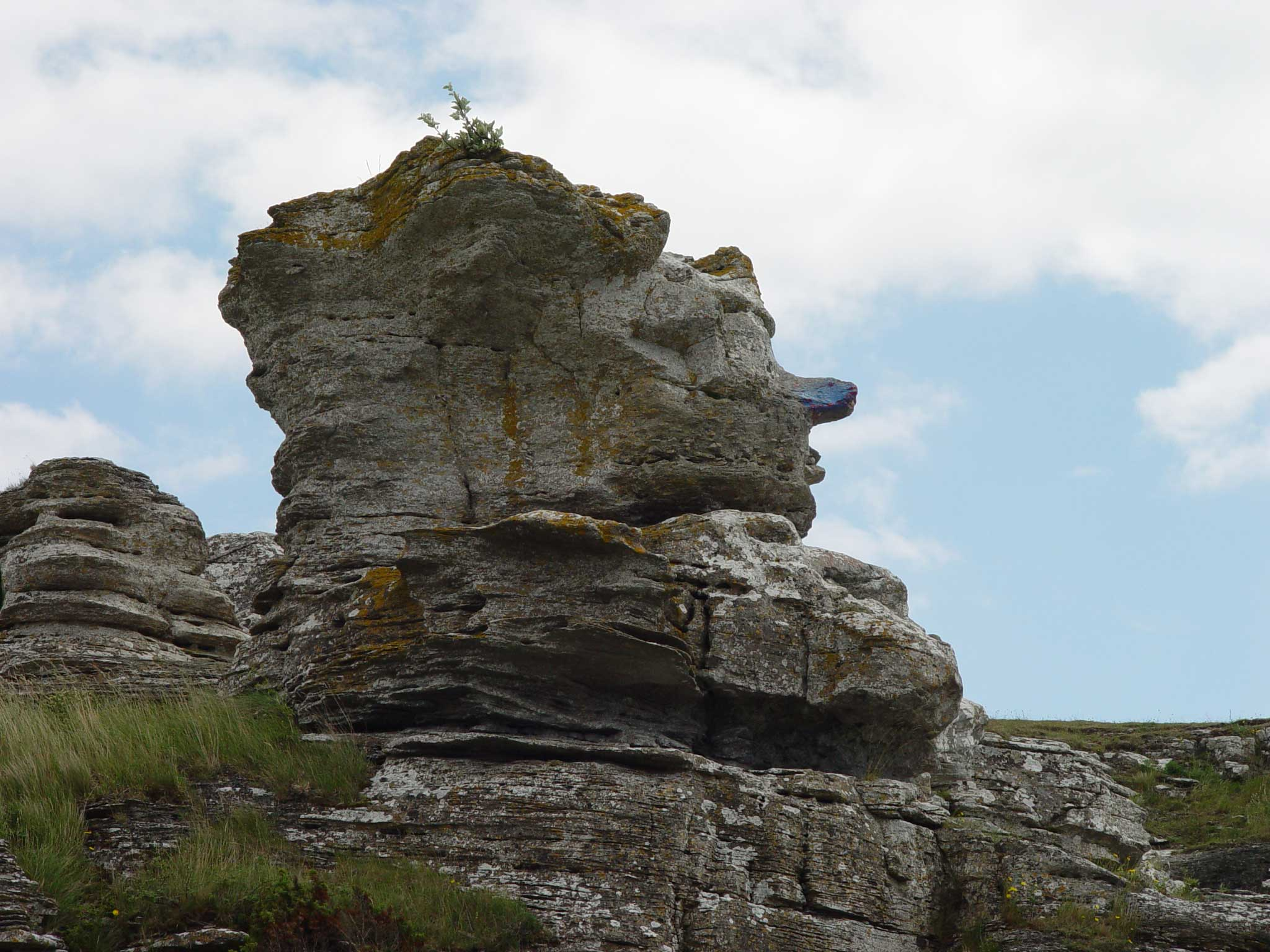
スウェーデン・ゴットランド島の、石灰岩からなる「ホーブルゲンの老人」
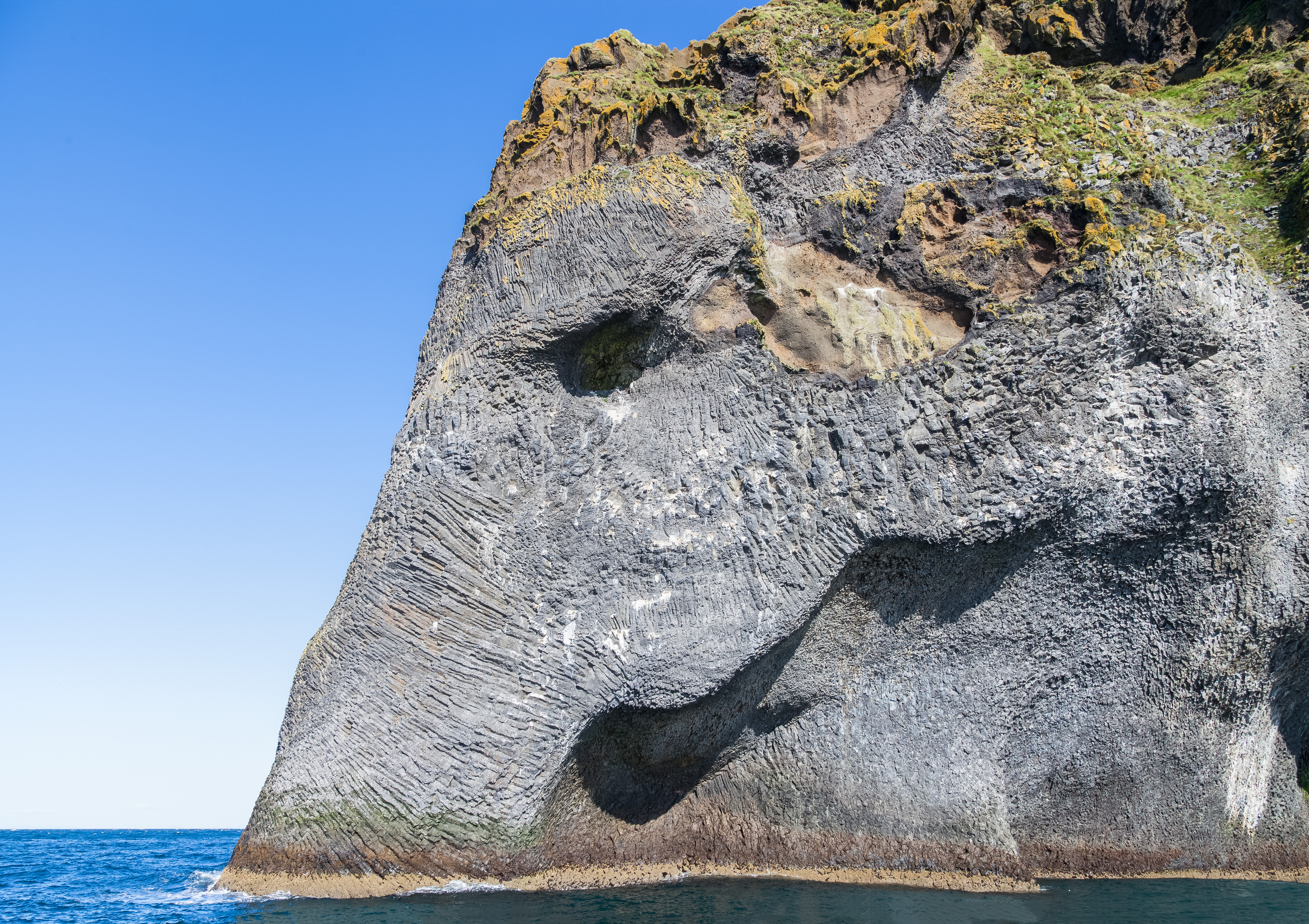
アイスランド・ヘイマエイ島にある「ゾウ岩」
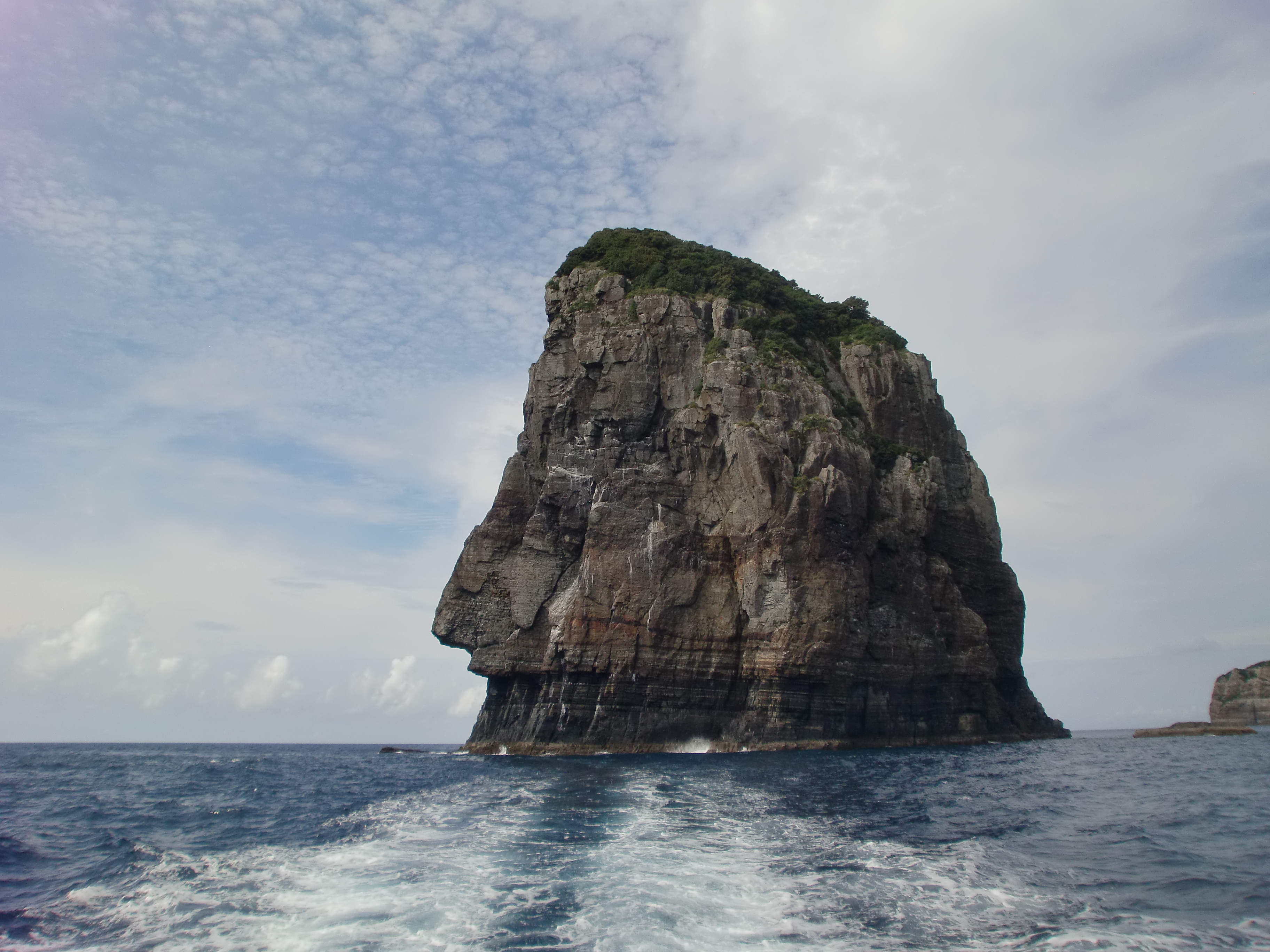
下甑島の「ナポレオン岩」
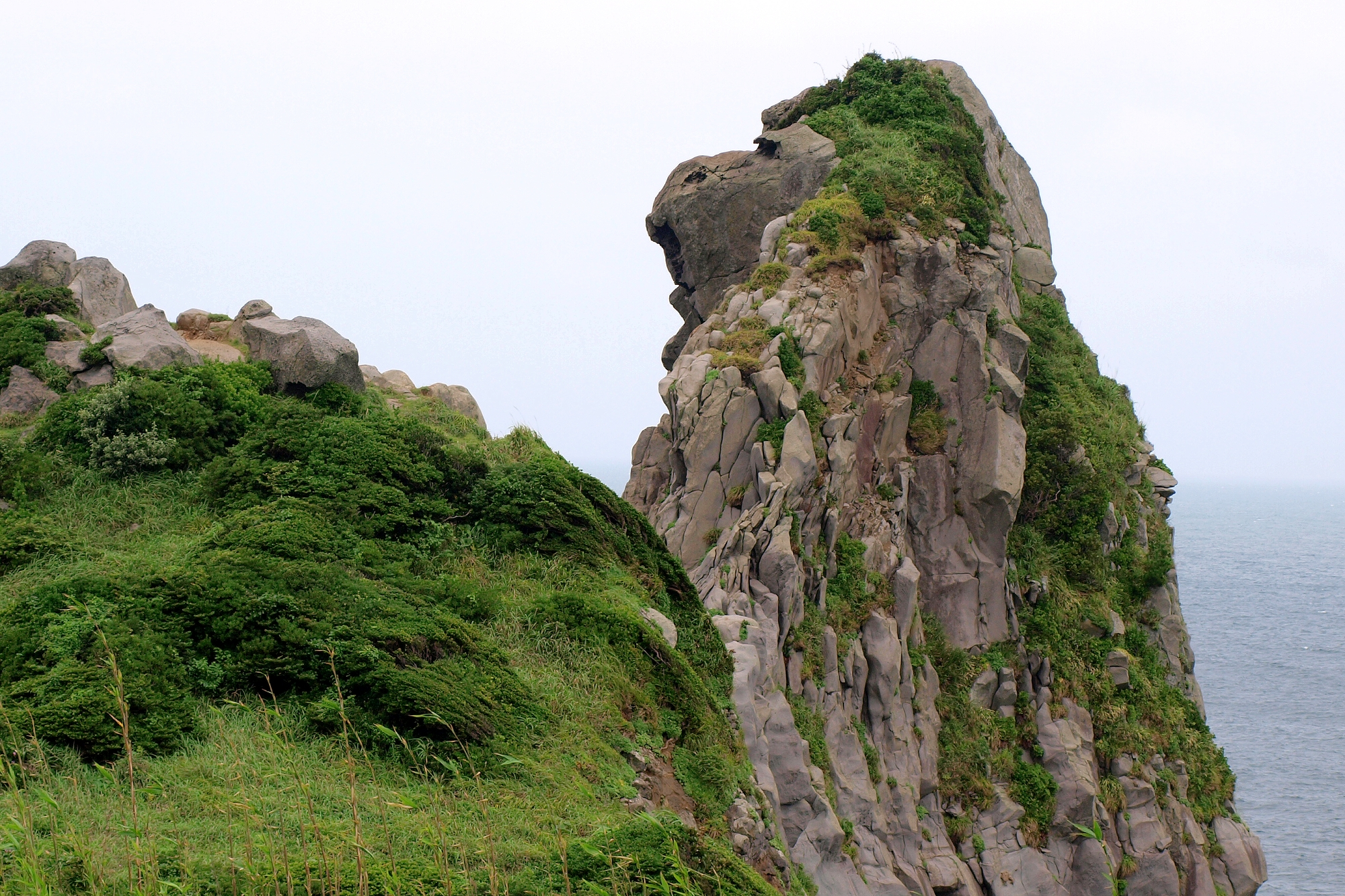
壱岐島の「猿岩」
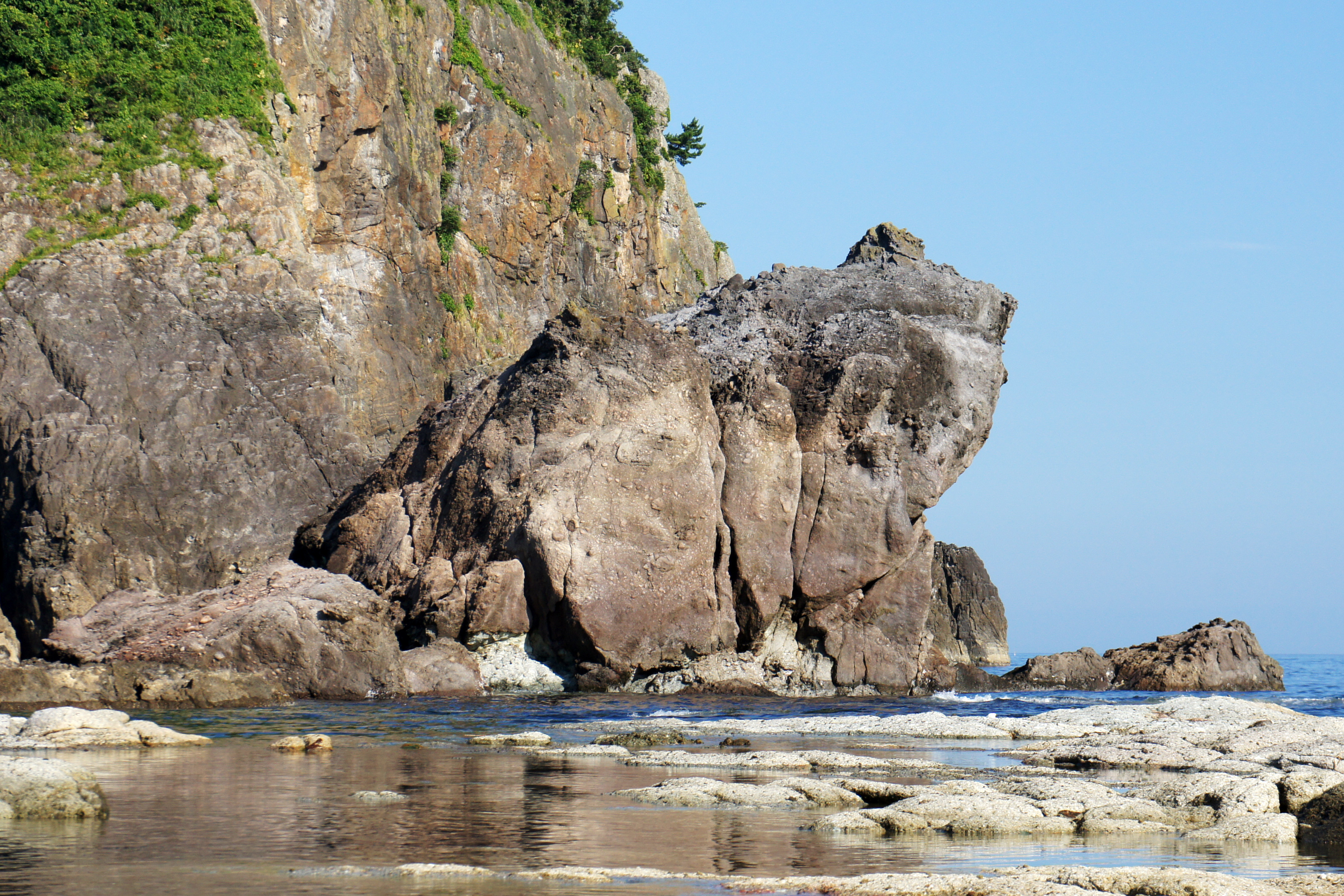
香住海岸の「かえる島」
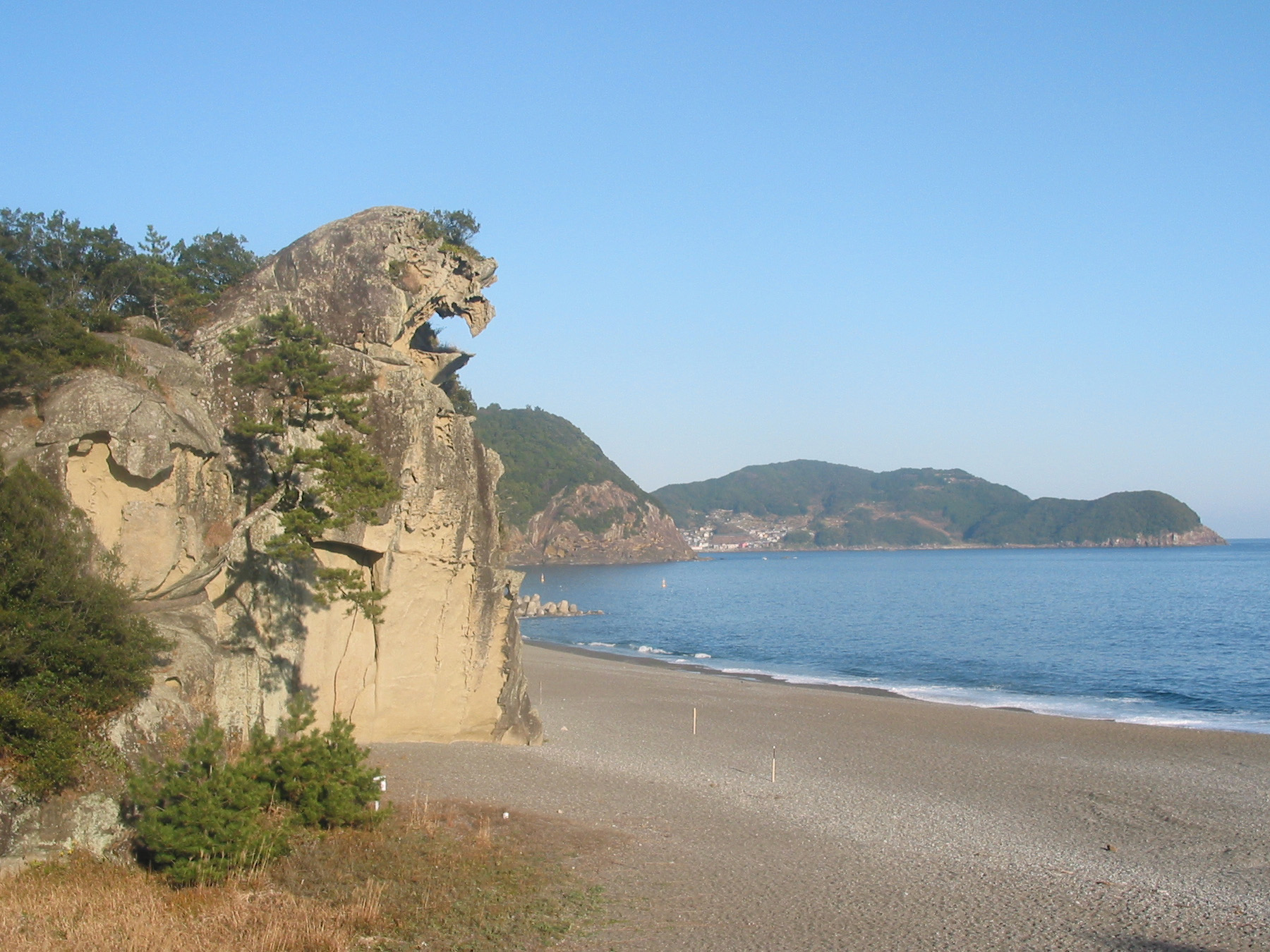
七里御浜の「獅子岩」
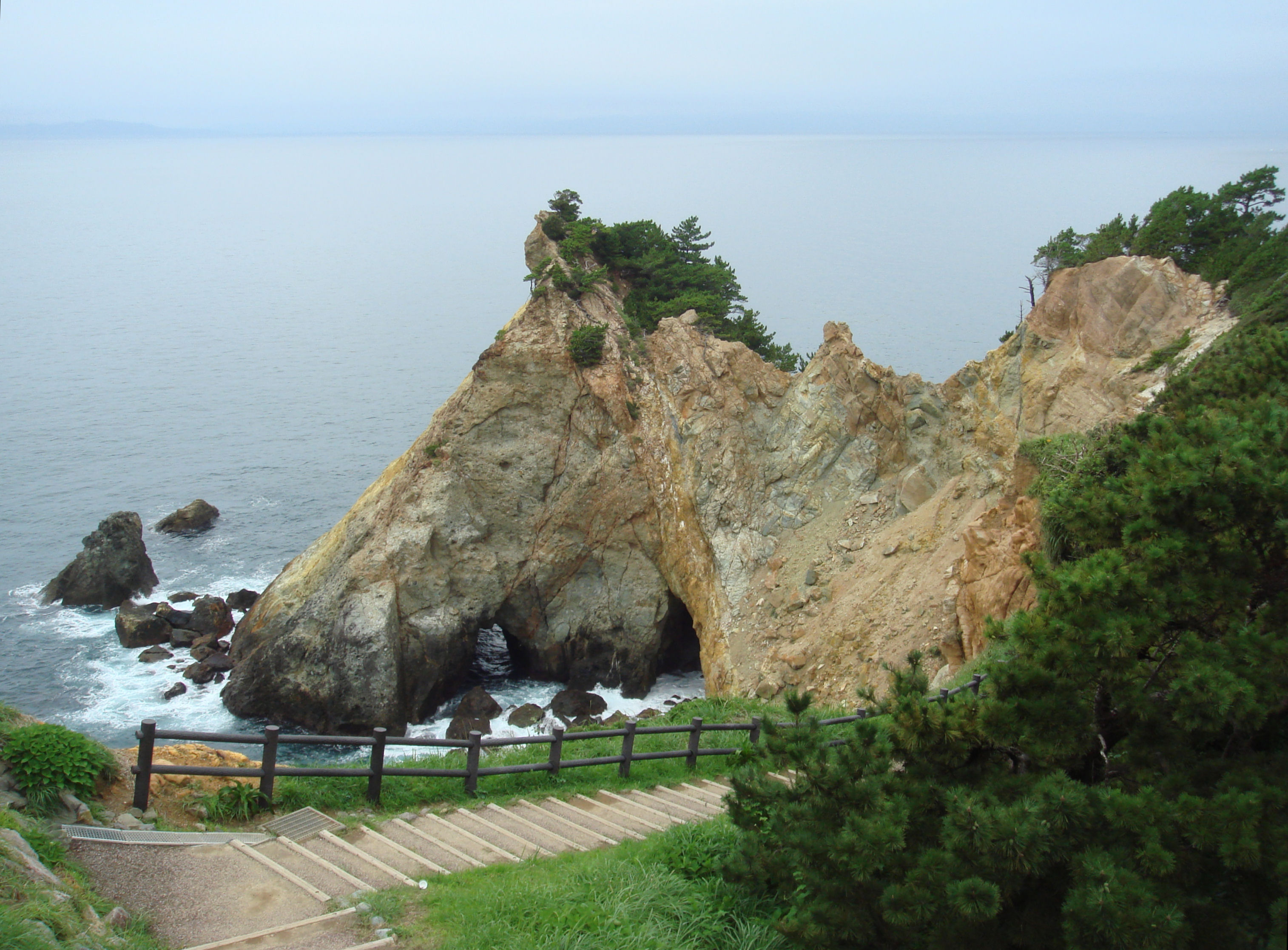
伊豆半島・黄金崎の「馬ロック」
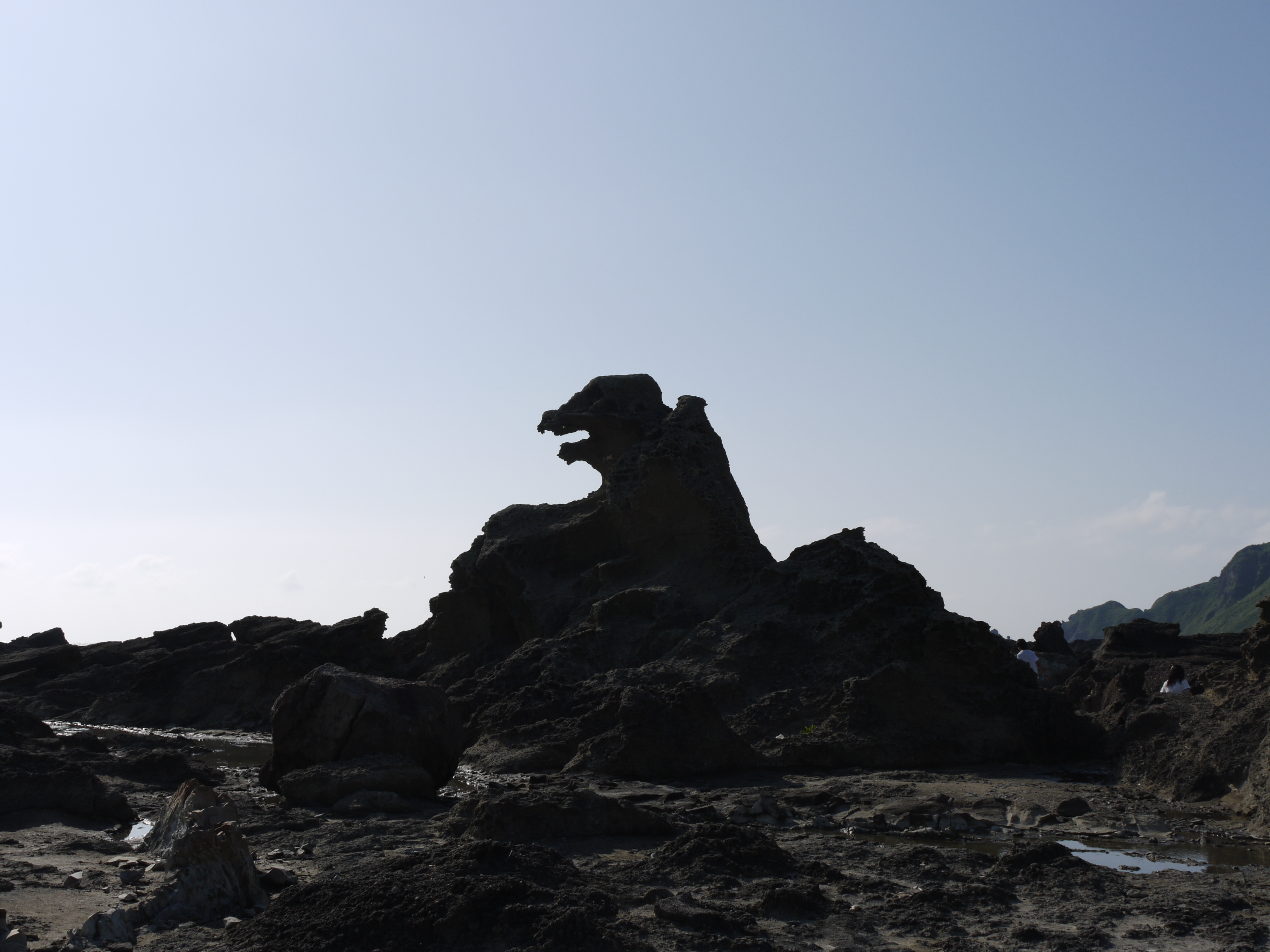
男鹿半島の「ゴジラ岩」
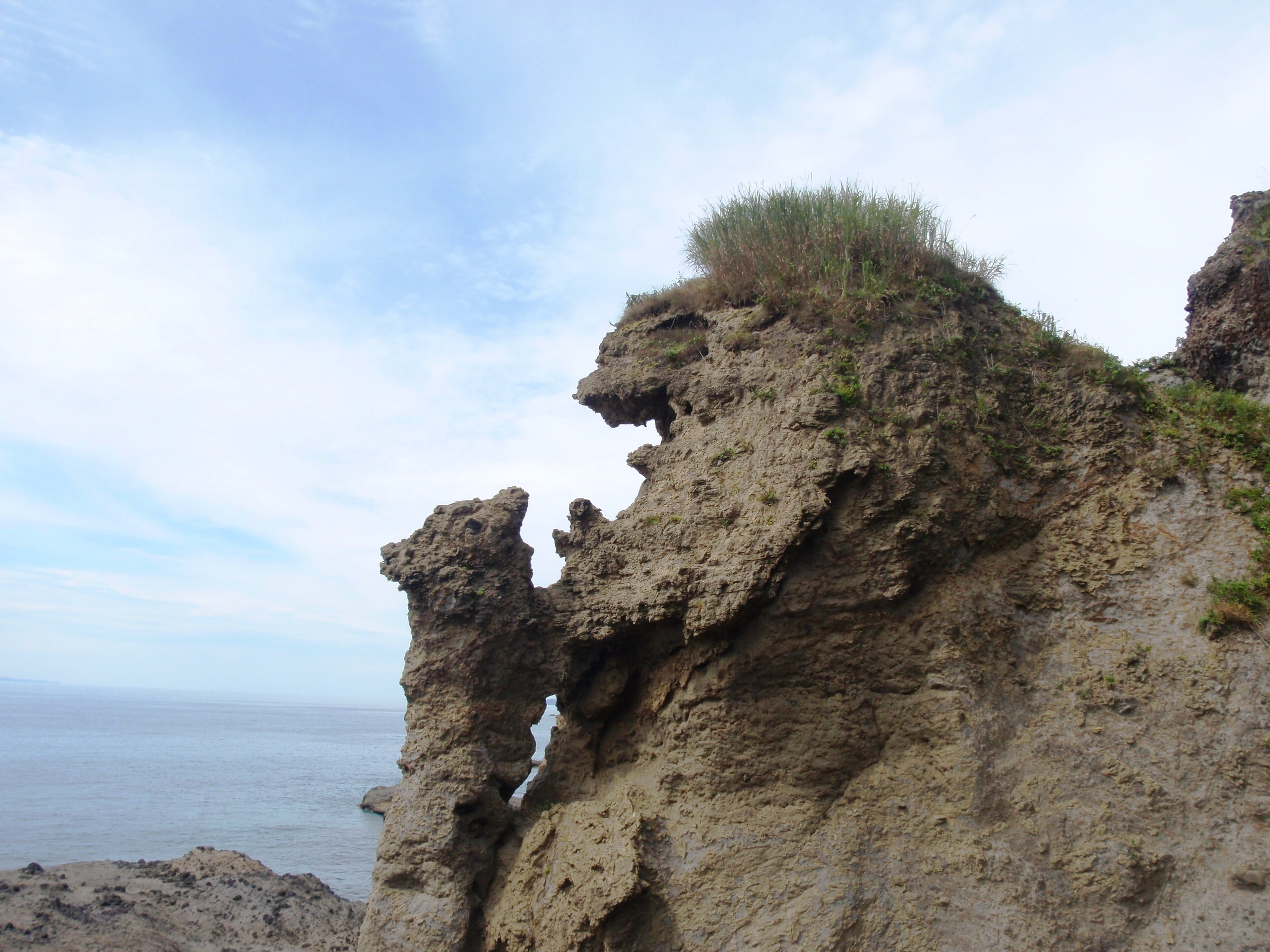
北海道せたな町の「親子熊岩」
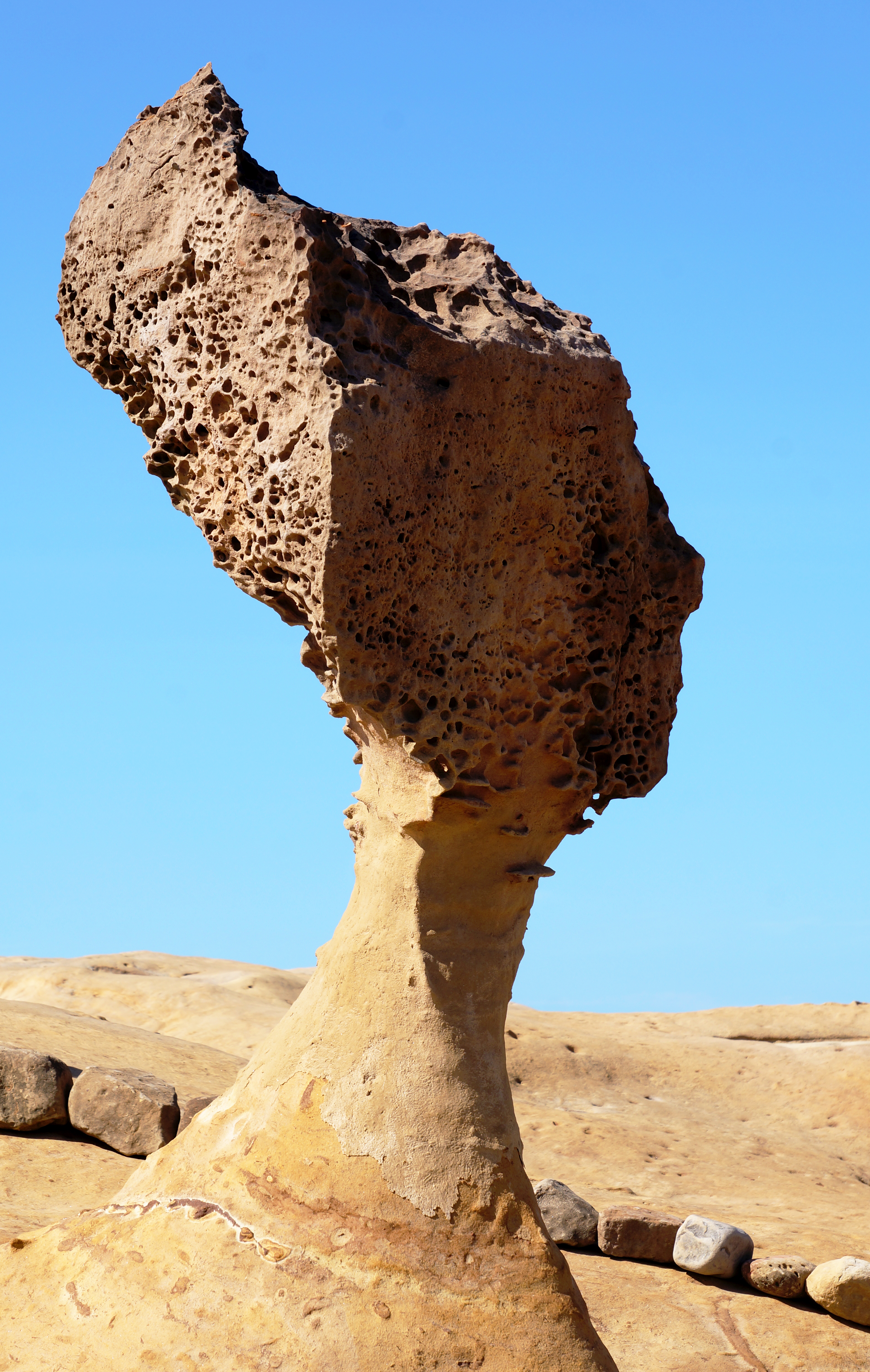
台湾・野柳風景特定区の「女王頭岩」